# Samantha Bond
| Samantha Bond                             | Samantha Bond                             |
| Kattints az alábbi külső linkek egyikére! | Kattints az alábbi külső linkek egyikére! |
| ----------------------------------------- | ----------------------------------------- |
| Nem található szabad kép.(?)              |                                           |
| külső link · jogvédett                    | „Miss Moneypenny”                         |

Samantha Bond, (Kensington, London, Egyesült Királyság, 1961. november 27. –) brit (angol) színpadi és filmszínésznő, a Royal Shakespeare Company társulatának tagja. Legismertebb filmes szerepei Miss Moneypenny alakítása több James Bond-filmben, Pierce Brosnan mellett; Helga szerepe az Erik, a viking c. vígjátékban, és Lady Rosamund Painswick megformálása a Downton Abbey tévésorozatban. Angolszász nyelvterületen nagy sikere volt Miss Liz Probert szerepével, a Rumpole of the Bailey tévésorozatban.

## Élete

### Származása, tanulmányai
Édesapja a walesi származású Philip Bond színész (1934–2017) volt, aki az 1970-es években Albert Frasert játszotta Az Onedin család tévésorozatban. Édesanyja Pat Sandys (születési nevén Patricia Mary Trotter) tévés producer (1926–2000) volt. Két testvére Abigail Bond színésznő és Matthew Bond újságíró. Samantha Londonban, a Barnes és a St Margarets kerületekben nevelkedett. Iskoláinak befejezése után a bristoli Old Vic Theatre School színiakadémián tanult.

### Színészi pályája
Első színpadi szerepét 1983-ban, 21 éves színinövendékként kapta, egy Denise Deegan-darabban, a Southamptoni Egyetem Nuffield Színházának megnyitóján. Ugyanebben az évben kapta első kis szerepeit a BBC televízióban, Maria Rushworth-öt játszotta a Jane Austen: A mansfieldi kastély c. regényének színpadi adaptációjában, majd „Miz Liz Probert” szerepét a Rumpole of the Bailey sorozatban. 1985-ben szerepelt Agatha Christie Gyilkosság meghirdetve című színdarabjában, amelyet az Agatha Christie: Marple sorozat részeként forgattak.
1987-től dolgozott a Royal Shakespeare Company-val, ebben az évben szerepelt a Veszedelmes viszonyok-ban. 1992-ben Shakespeare Ahogy tetszik c. vígjátékában játszott Stratfordban és Londonban. Az 1990-es években Judi Dench-el együtt a londoni West End és a Broadway színpadain játszott.
1995–2002 között Miss Moneypenny szerepét játszotta négy James Bond-filmben, ahol Pierce Brosnan volt a 007-es ügynök (az Aranyszemben, A holnap markában-ban, A világ nem elég-ben és a Halj meg máskor-ban). Aprócska szerep volt, de a James Bond-hívők egyik kedvencévé tette Samanthát. Amikor Brosnan letette a 007-es szerepét, Samantha sem vállalt több Miss Moneypennyt.
1988-ban szerepet kapott Terry Jones független rendező Erik, a viking című vígjátékában, Tim Robbins mellett. 1990-ben megjelent az ITV Agatha Christie: Poirot-sorozatában, „Az olcsó lakás esete” c. krimiben, David Suchet társaságában.
2001–2011 között szerepelt a Kisvárosi gyilkosságok tévés krimisorozat három epizódjában, (Destroying Angel, Shot at Dawn) John Nettles-szel (aki szintén a Royal Shakespeare Company tagja volt), majd 2011-ben az „új” Barnaby felügyelő, Neil Dudgeon bemutatkozó epizódjában, a Death in the Slow Lane-ben. 2010–2015 között Lady Rosamund Painswick szerepét játszotta az ITV Downton Abbey tévésorozatában, melyet Julian Fellowes írt.

### Magánélete
1989 óta él házasságban Alexander Hanson norvég születésű brit színésszel, két közös gyermekük született, Molly és Tom Hanson.
2014-ben a Northamptoni Egyetemtől díszdoktori címet kapott. Jelenleg (2020) London St Margarets kerületében él.

## Főbb filmszerepei
- 1983: A mansfieldi kastély (Mansfield Park), tévé-minisorozat, Maria Bertram / Maria Rushworth
- 1985: Gyilkosság meghirdetve (Miss Marple: A Murder Is Announced), tévé-minisorozat, Julia Simmons
- 1987: Rumpole of the Bailey, tévésorozat, Miss Liz Probert
- 1989: Erik, a viking (Erik the Viking), Helga
- 1990: Agatha Christie: Poirot, tévésorozat, Az olcsó lakás esete c. rész, Stella Robinson
- 1992: Inspector Morse, tévésorozat, Helen Marriat
- 1995: Aranyszem (GoldenEye), Miss Moneypenny
- 1996: Emma, tévéfilm, Mrs Weston
- 1997: Kitörés (Breakout), tévéfilm, Dr. Lisa Temple
- 1997: A holnap markában (Tomorrow Never Dies), Miss Moneypenny
- 1998: Perlekedő szerelem (What Rats Won’t Do), Jane
- 1999: A világ nem elég (The World Is Not Enough), Miss Moneypenny
- 1999: Gyilkosság a könyvvásáron (The Bookfair Murders), tévéfilm, Marsha Hillier
- 2002: Halj meg máskor (Die Another Day), Miss Moneypenny
- 2003: Canterbury mesék (Canterbury Tales), tévé-minisorozat, Jane Barlow
- 2004: Igen (Yes), Kate
- 2005: Gyilkosok szobája (The Murder Room), tévé-minisorozat, Caroline Dupayne
- 2007: Linley felügyelő nyomoz (The Inspector Lynley Mysteries), Vivienne Oborne
- 2007: Fanny Hill – Egy örömlány emlékiratai (Fanny Hill), tévé-minisorozat, Madám / Mrs. Cole
- 2008: Hotel Babylon, tévésorozat, Caroline
- 2008: Műkedvelő társulat (A Bunch of Amateurs), Dorothy Nettle
- 2007–2008: Sarah Jane kalandjai (The Sarah Jane Adventures), tévésorozat, Mrs. Wormwood
- 2009: Candlefordi kisasszonyok (Lark Rise to Candleford), Celestia Brice Coulson
- 2009: Agatha Christie: Marple, tévésorozat, Miss Marple történetei - Miért nem szóltak Evansnek?, Sylvia Savage
- 2001–2011: Kisvárosi gyilkosságok (Midsomer Murders), tévésorozat, 3 epizód, Kate Cameron / Arabella Hammond / Suzanna Chambers
- 2010–2015: Downton Abbey, tévésorozat, Lady Rosamund Painswick
- 2016: Murdoch nyomozó rejtélyei (Murdoch Mysteries), tévésorozat, 2 epizód, Lady Suzanne Atherly
- 2017: A tél hercege (A Royal Winter), tévéfilm, Beatrice
- 2017: Lady M, rövidfilm, Lady M
- 2018: Az élet megy tovább (Moving On), tévésorozat, Sandra
- 2019: A néma szemtanú (Silent Witness), 2 epizód, Hannah Quicke nyomozó őrmester
- 2019: Farkasok öröksége (Cold Blood Legacy), The Lady
- 2020: Halál a paradicsomban (Death in Paradise), Joanne Henderson
- 2021: The Kindred; Gillian Burrows
- 2022: Az a szerelmes vidéki élet (The Presence of Love); tévésorozat; Merryn
- 2022: Downton Abbey: Egy új korszak (Downton Abbey: A New Era); Lady Rosamund
- 2022: The Stranger in Our Bed; Isadora

## Elismerései
Színpadi teljesítményért
- Laurence Olivier-díjra jelölték 1995-ben, 2007-ben, 2015-ben (legjobb színpadi ill. musical-beli mellékszerepért)
- Tony-díjra jelölték 1999-ben (legjobb színpadi főszerepért)
- Külső kritikusok díjára jelölték 1999 (legjobb színpadi mellékszerepért)

Televíziós teljesítményéért
- A televíziós színészek szövetségének (Screen Actors Guild) díjára jelölték 2017-ben (Downton Abbey-beli alakításáért)